# Ernst Friedemann von Münchhausen
Ernst Friedemann Freiherr von Münchhausen (* 19. September 1724 in Weimar; † 30. November 1784 in Berlin) war ein preußischer Richter und Staatsbeamter und ab 1763 kurzzeitig Justizminister unter Friedrich dem Großen; danach Chef des geistlichen Departements.

## Leben
Er entstammte dem niedersächsischen Adelsgeschlecht Münchhausen. Sein Vater war Ernst Friedemann von Münchhausen (1686–1762), herzoglich weimarischer Oberhofmeister bis 1737 und ab 1738 Kreishauptmann in Thüringen; Herr auf Wendlinghausen (bis 1730; verkauft) und Herrengosserstedt (ab 1730; gekauft). Die Mutter war Charlotte Friederike Quadt von Landskron (1687–1762), Tochter des französischen Obersten Friedrich Quadt von Landskron und der Julie Magdalene Streiff von Lauenstein. Die jüngeren Brüder seines Vaters waren der kurhannoversche Premierminister Gerlach Adolph von Münchhausen und der kurhannoversche Minister bei der Deutschen Kanzlei in London, Philipp Adolph von Münchhausen, beide standen im Dienst Georgs II. von Großbritannien.
Ernst Friedemann studierte ab 1743 in Leipzig, war Rat beim kursächsischen Appellationsgericht in Leipzig, dann Appellationsrat in Dresden. 1750 kurzzeitig am Kammergericht Berlin, wurde er am 22. August 1750 Präsident der neumärkischen Regierung auf Vorschlag von Samuel von Cocceji; sodann Regierungspräsident in Küstrin; 1751 Präsident der Oberamtsregierung, des Oberkonsistoriums und des Pupillencollegiums in Breslau.
1751 heiratete er Anna Helene Henriette von Wurmb (1733–1770), mit der er zwei Söhne (Ernst Friedemann III. und Anton) und eine Tochter (Henriette ⚭ Friedrich Wilhelm v. Poser auf Gleisen, 1780–1799 Regierungspräsident in Küstrin) hatte. Hofmeister seiner Kinder war der spätere Regierungsrat Johann George Gotthelf Auen.
Am 19. September 1763 ernannte ihn Friedrich II. zum geheimen Etats- und Justizminister und wenige Wochen darauf, am 31. Oktober, zum ersten Präsidenten des Kammergerichts (bis 17. Juni 1764). Als Minister bearbeitete er das schlesische Justizdepartement sowie die Kriminalsachen in ganz Preußen. Am 17. Juni 1764 trat er das Präsidium des Kammergerichts ab und erhielt dafür eine lange Reihe anderer Ressorts, insbesondere wurde er Chef des Geistlichen Departements und Präsident des Lutherischen Oberkonsistoriums zu Berlin.
Münchhausen war auch Domherr zu Magdeburg und Kurator der Dreifaltigkeitskirche (Berlin) sowie nach 1764 Direktor der Königlichen Bibliothek, der Kunstkammer und des Medaillenkabinetts. Sein Porträt von Anton Graff hing im Sitzungssaal des preußischen Justizministeriums in Berlin, eine zweite Version auf seinem Gut Herrengosserstedt. Von seinem Vater hatte er das Gut Herrengosserstedt mit Braunsroda und Billroda geerbt. Das von seinem Schwiegervater Ludwig von Wurmb auf Großfurra 1752 gekaufte Gut Bendeleben musste er, um die hohen Repräsentationsausgaben eines Ministers zu bestreiten, 1763 ebenso verkaufen wie 1780 das Gut Hobeck bei Leitzkau.